# Associazione Sportiva Viterbese Castrense 2019-2020
Questa voce raccoglie le informazioni riguardanti l'Associazione Sportiva Viterbese Castrense nelle competizioni ufficiali della stagione 2019-2020.

## Stagione
La stagione 2019-2020 è per la Viterbese Castrense la 16ª partecipazione alla terza serie del campionato italiano di calcio.
La prima partita stagionale è stato il primo turno di Coppa Italia contro il Piacenza che ha visto l'eleminazione della Viterbese ai tiri di rigore.
Il campionato vede la squadra partire con due vittorie contro Paganese e Bari, seguite da altrettante sconfitte con AZ Picerno e Catania.

## Divise e sponsor
Lo sponsor tecnico per la stagione 2019-2020 è Legea, mentre lo sponsor ufficiale è Tecnologia & Sicurezza, mentre back sponsor è Mamanero Caffè.
| Casa | Trasferta | Terza divisa |

## Organigramma societario
Area direttiva
- Presidente: Marco Arturo Romano

Area tecnica
- Allenatore: Antonio Calabro, poi Giovanni Lopez, poi Antonio Calabro
- Allenatore in seconda: Alberto Villa, poi Antonio Niccolai, poi Alberto Villa
- Preparatore atletico: Paolo Traficante

## Rosa
| N. |                                 | Ruolo | Calciatore                |
| -- | ------------------------------- | ----- | ------------------------- |
| 1  | Italia (bandiera)               | P     | Roberto Pini              |
| 2  | Italia (bandiera)               | D     | Francesco De Giorgi       |
| 3  | Bulgaria (bandiera)             | D     | Živko Atanasov (capitano) |
| 4  | Italia (bandiera)               | C     | Stefano Antezza           |
| 5  | Bosnia ed Erzegovina (bandiera) | D     | Toni Markić               |
| 6  | Italia (bandiera)               | D     | Federico Baschirotto      |
| 7  | Italia (bandiera)               | D     | Giuseppe Scalera          |
| 8  | Italia (bandiera)               | A     | Daniel Bezziccheri        |
| 9  | Senegal (bandiera)              | A     | Mamadou Tounkara          |
| 10 | Italia (bandiera)               | C     | Simone Palermo            |
| 11 | Belgio (bandiera)               | A     | Jari Vandeputte           |
| 11 | Ghana (bandiera)                | C     | Emmanuel Besea            |
| 12 | Italia (bandiera)               | P     | Matteo Biggeri            |
| 13 | Italia (bandiera)               | D     | Alessio Milillo           |
| 14 | Italia (bandiera)               | C     | Andrea Errico             |
| 15 | Italia (bandiera)               | C     | Manuel Covarelli          |
| 16 | Italia (bandiera)               | C     | Andrea Corinti            |
| 17 | Italia (bandiera)               | A     | Sebastiano Svidercoschi   |

| N. |                      | Ruolo | Calciatore           |
| -- | -------------------- | ----- | -------------------- |
| 18 | Italia (bandiera)    | A     | Michele Volpe        |
| 19 | Italia (bandiera)    | D     | Mattia Zanoli        |
| 20 | Italia (bandiera)    | A     | Mario Pacilli        |
| 21 | Italia (bandiera)    | C     | Andrea De Falco      |
| 22 | Italia (bandiera)    | P     | Massimiliano Maraolo |
| 23 | Italia (bandiera)    | D     | Michele Messina      |
| 23 | Danimarca (bandiera) | C     | Oliver Urso          |
| 24 | Italia (bandiera)    | D     | Ludovico Ricci       |
| 25 | Italia (bandiera)    | A     | Salvatore Molinaro   |
| 26 | Italia (bandiera)    | P     | Carlo Torelli        |
| 27 | Italia (bandiera)    | C     | Riccardo Capparella  |
| 28 | Italia (bandiera)    | D     | Edoardo Bianchi      |
| 29 | Italia (bandiera)    | P     | Tommaso Vitali       |
| 30 | Italia (bandiera)    | C     | Davide Sibilia       |
| 31 | Italia (bandiera)    | C     | Nicholas Bensaja     |
| 32 | Italia (bandiera)    | A     | Marco Simonelli      |
| 33 | Croazia (bandiera)   | C     | Antonini Čulina      |

## Calciomercato

### Sessione estiva(dal 1/7 al 2/9)
| Acquisti | Acquisti                | Acquisti  | Acquisti      |
| R.       | Nome                    | da        | Modalità      |
| -------- | ----------------------- | --------- | ------------- |
| P        | Roberto Pini            | Arzachena | fine prestito |
| P        | Matteo Biggeri          | Pontedera | definitivo    |
| P        | Tommaso Vitali          | Ternana   | prestito      |
| P        | Massimiliano Maraolo    |           | definitivo    |
| D        | Michele Messina         | Triestina | fine prestito |
| D        | Toni Markić             | Bisceglie | definitivo    |
| D        | Giuseppe Scalera        | Pescara   | definitivo    |
| D        | Edoardo Bianchi         |           | definitivo    |
| C        | Stefano Antezza         | Spezia    | definitivo    |
| C        | Andrea Corinti          |           | definitivo    |
| C        | Andrea De Falco         | Reggina   | definitivo    |
| C        | Andrea Errico           | Frosinone | prestito      |
| C        | Emmanuel Prince Besea   | Frosinone | prestito      |
| C        | Oliver Urso             | Rimini    | definitivo    |
| C        | Antonini Čulina         |           | definitivo    |
| C        | Nicholas Bensaja        |           | definitivo    |
| C        | Davide Sibilia          |           | definitivo    |
| A        | Sebastiano Svidercoschi | Rieti     | fine prestito |
| A        | Daniel Bezziccheri      | Lazio     | definitivo    |
| A        | Michele Volpe           | Frosinone | prestito      |
| A        | Mamadou Tounkara        | Lazio     | definitivo    |
| A        | Marco Simonelli         |           | definitivo    |

| Cessioni | Cessioni            | Cessioni     | Cessioni      |
| R.       | Nome                | a            | Modalità      |
| -------- | ------------------- | ------------ | ------------- |
| P        | Demba Thiam         | SPAL         | fine prestito |
| P        | Alex Valentini      | Triestina    | fine prestito |
| P        | Francesco Forte     |              | svincolato    |
| D        | Andrea Coda         |              | svincolato    |
| D        | Simone Sini         |              | svincolato    |
| D        | Michele Rinaldi     |              | svincolato    |
| D        | Luca Sparandeo      | Benevento    | fine prestito |
| D        | Daniele Mignanelli  | Carrarese    | definitivo    |
| D        | Michele Messina     | Rimini       | definitivo    |
| C        | Radoslav Conev      | Lecce        | fine prestito |
| C        | Samuele Damiani     | Empoli       | fine prestito |
| C        | Diego Cenciarelli   |              | svincolato    |
| C        | Filippo Artioli     | SPAL         | fine prestito |
| C        | Alessio Zerbin      | Napoli       | fine prestito |
| A        | Alessandro Polidori | Pro Vercelli | fine prestito |
| A        | Jari Vandeputte     | L.R. Vicenza | definitivo    |

## Risultati

### Serie C

#### Girone di andata
| Arbitro: | Cosso (Reggio Calabria) |

|                          |           |             |
| Tounkara 38’ Antezza 83’ | Marcatori | 70’ Alberti |

| Arbitro: | Marcenaro (Genova) |

|                      |           |                                     |
| Antenucci 67’ (rig.) | Marcatori | 31’, 90+1’ Tounkara 76’ Bezziccheri |

| Arbitro: | Frascaro (Firenze) |

|              |           |                           |
| Tounkara 58’ | Marcatori | 26’ Caidi 31’ Santaniello |

| Arbitro: | Vigile (Cosenza) |

|                 |           |  |
| Lodi 50’ (rig.) | Marcatori |  |

| Arbitro: | Colombo (Como) |

|                     |           |              |
| Volpe 5’ Errico 33’ | Marcatori | 47’ De Risio |

| Arbitro: | Garofalo (Torre del Greco) |

|            |           |             |
| Cianci 59’ | Marcatori | 73’ Pacilli |

| Arbitro: | Miele (Nola) |

|                        |           |                                  |
| Volpe 22’ Molinaro 86’ | Marcatori | 52’ (rig.) Bubas 71’ Bernardotto |

| Arbitro: | Zufferli (Udine) |

|                                       |           |  |
| Ricci 33’ Emerson 57’ Arcidiacono 61’ | Marcatori |  |

| Arbitro: | Cudini (Fermo) |

|            |           |  |
| Errico 57’ | Marcatori |  |

| Arbitro: | Acanfora (Castellammare di Stabia) |

|                                                                         |           |                     |
| Atanasov 5’ Sibilia 50’ Tounkara 55’, 65’ Bezziccheri 77’ Simonelli 88’ | Marcatori | 31’ (rig.) Vivacqua |

| Arbitro: | Bitonti (Bologna) |

|                                               |           |                      |
| Beleck 11’ Marcheggiani 12’, 44’ De Paoli 47’ | Marcatori | 34’ Volpe 85’ Zanoli |

| Arbitro: | Feliciani (Teramo) |

|                        |           |  |
| Volpe 27’ Tounkara 48’ | Marcatori |  |

| Arbitro: | Zucchetti (Foligno) |

|                               |           |                  |
| D'Angelo 61’ Floro Flores 70’ | Marcatori | 27’, 90+5’ Volpe |

| Arbitro: | Carrione (Castellammare di Stabia) |

|           |           |  |
| Fella 12’ | Marcatori |  |

| Arbitro: | Natilia (Molfetta) |

|  |           |              |
|  | Marcatori | 79’ Russotto |

| Arbitro: | D'Ascanio (Ancona) |

|                                |           |           |
| Ferrante 34’ Vantaggiato 90+3’ | Marcatori | Volpe 75’ |

| Arbitro: | Colombo (Como) |

|  |           |              |
|  | Marcatori | 5’ Micovschi |

| Arbitro: | Perenzoni (Rovereto) |

|                  |           |  |
| Denis 86’ (rig.) | Marcatori |  |

| Arbitro: | Acanfora (Castellammare di Stabia) |

|                          |           |               |
| Volpe 84’ Atanasov 90+5’ | Marcatori | 90+2’ Marozzi |

#### Girone di ritorno
| Pagani 22 gennaio 2019, ore 15:00 CET 20ª giornata | Paganese       | 0 – 0 referto | Viterbese Castrense | Stadio Marcello Torre (1 000 spett.)\| Arbitro: \| Carella (Bari) \| |
| Arbitro:                                           | Carella (Bari) |               |                     |                                                                      |

| Arbitro: | Zufferli (Udine) |

|            |           |              |
| Bensaja 4’ | Marcatori | 90+4’ D'Ursi |

| Arbitro: | Miele (Nola) |

|  |           |              |
|  | Marcatori | 51’ Tounkara |

| Arbitro: | Meraviglia (Pistoia) |

|                          |           |  |
| Molinaro 82’ Bensaja 88’ | Marcatori |  |

| Arbitro: | Cascone (Nocera Inferiore) |

|                                             |           |  |
| Tulli 25’, 62’ Bianchimano 85’ Corapi 90+2’ | Marcatori |  |

| Arbitro: | Pascarella (Nocera Inferiore) |

|                  |           |  |
| Molinaro 9’, 67’ | Marcatori |  |

| Vibo Valentia 16 febbraio 2020, ore CET 26ª giornata | Vibonese | – | Viterbese Castrense | Stadio Luigi Razza |

| Viterbo 23 febbraio 2020, ore CET 27ª giornata | Viterbese Castrense | – | Potenza | Stadio Enrico Rocchi |

| Bisceglie 26 febbraio 2020, ore CET 28ª giornata | Bisceglie | – | Viterbese Castrense | Stadio Gustavo Ventura |

| Vibo Valentia 1º marzo 2020, ore CET 29ª giornata | Rende | – | Viterbese Castrense | Stadio Luigi Razza |

| Viterbo 8 marzo 2020, ore CET 30ª giornata | Viterbese Castrense | – | Rieti | Stadio Enrico Rocchi |

| Lentini 15 marzo 2020, ore CET 31ª giornata | Sicula Leonzio | – | Viterbese Castrense | Sicula Trasporti Stadium |

| Viterbo 22 marzo 2020, ore CET 32ª giornata | Viterbese Castrense | – | Casertana | Stadio Enrico Rocchi |

| Viterbo 25 marzo 2020, ore CET 33ª giornata | Viterbese Castrense | – | Monopoli | Stadio Enrico Rocchi |

| Cava de' Tirreni 29 marzo 2020, ore CEST 34ª giornata | Cavese | – | Viterbese Castrense | Stadio Simonetta Lamberti |

| Viterbo 5 aprile 2020, ore CEST 35ª giornata | Viterbese Castrense | – | Ternana | Stadio Enrico Rocchi |

| Avellino 11 aprile 2020, ore CEST 36ª giornata | Avellino | – | Viterbese Castrense | Stadio Partenio-Adriano Lombardi |

| Viterbo 19 aprile 2020, ore CEST 37ª giornata | Viterbese Castrense | – | Reggina | Stadio Enrico Rocchi |

| Francavilla Fontana 26 aprile 2020, ore CEST 38ª giornata | Virtus Francavilla | – | Viterbese Castrense | Stadio Giovanni Paolo II |

### Coppa Italia

#### Turni eliminatori
| Arbitro: | Maggio (Lodi) |

|                                          |                      |                                              |
| Sylla 97’                                | Marcatori            | 94’ Svidercoschi                             |
| Bolis Paponi Giandonato Cattaneo Marotta | Tiri di rigore 3 – 2 | Vandeputte Antezza Svidercoschi Markić Ricci |

### Coppa Italia Serie C

#### Fase a eliminazione diretta
| Viterbo 6 novembre 2019 Sedicesimi di finale      | Viterbese Castrense | 0 – 1           | Teramo | Stadio Enrico Rocchi |
| \| \| \| \| \| \| Marcatori \| 28’ Cancellotti \| |                     |                 |        |                      |
|                                                   |                     |                 |        |                      |
|                                                   | Marcatori           | 28’ Cancellotti |        |                      |

## Statistiche

### Statistiche di squadra
Le statistiche sono aggiornate al 9 febbraio 2020
| Competizione         | Punti | In casa | In casa | In casa | In casa | In casa | In casa | In trasferta | In trasferta | In trasferta | In trasferta | In trasferta | In trasferta | Totale | Totale | Totale | Totale | Totale | Totale | DR |
| Competizione         | Punti | G       | V       | N       | P       | Gf      | Gs      | G            | V            | N            | P            | Gf           | Gs           | G      | V      | N      | P      | Gf     | Gs     | DR |
| -------------------- | ----- | ------- | ------- | ------- | ------- | ------- | ------- | ------------ | ------------ | ------------ | ------------ | ------------ | ------------ | ------ | ------ | ------ | ------ | ------ | ------ | -- |
| Serie C              | 21    | 7       | 5       | 1       | 1       | 16      | 7       | 7            | 1            | 2            | 4            | 8            | 13           | 14     | 6      | 3      | 5      | 24     | 20     | +4 |
| Coppa Italia         | -     | 0       | 0       | 0       | 0       | 0       | 0       | 1            | 0            | 1            | 0            | 1            | 1            | 1      | 0      | 1      | 0      | 1      | 1      | 0  |
| Coppa Italia Serie C | -     | 0       | 0       | 0       | 0       | 0       | 0       | 0            | 0            | 0            | 0            | 0            | 0            | 0      | 0      | 0      | 0      | 0      | 0      | 0  |
| Totale               | 21    | 7       | 5       | 1       | 1       | 16      | 7       | 8            | 1            | 3            | 4            | 9            | 14           | 15     | 6      | 4      | 5      | 25     | 21     | +4 |

### Andamento in campionato
| Giornata  | 1 | 2 | 3 | 4  | 5 | 6 | 7 | 8  | 9 | 10 | 11 | 12 | 13 | 14 | 15 | 16 | 17 | 18 | 19 | 20 | 21 | 22 | 23 | 24 | 25 | 26 | 27 | 28 | 29 | 30 | 31 | 32 | 33 | 34 | 35 | 36 | 37 | 38 |
| --------- | - | - | - | -- | - | - | - | -- | - | -- | -- | -- | -- | -- | -- | -- | -- | -- | -- | -- | -- | -- | -- | -- | -- | -- | -- | -- | -- | -- | -- | -- | -- | -- | -- | -- | -- | -- |
| Luogo     | C | T | C | T  | C | T | C | T  | C | C  | T  | C  | T  | T  | C  | T  | C  | T  | C  | T  | C  | T  | C  | T  | C  | T  | C  | T  | T  | C  | T  | C  | C  | T  | C  | T  | C  | T  |
| Risultato | V | V | P | P  | V | N | N | P  | V | V  | P  | V  | N  | P  | P  | P  | P  | P  | V  | N  | N  | V  | V  | P  | V  |    |    |    |    |    |    |    |    |    |    |    |    |    |
| Posizione | 1 | 1 | 5 | 10 | 5 | 6 | 8 | 10 | 9 | 6  | 6  | 6  | 6  | 6  | 9  | 10 | 12 | 14 | 13 | 13 | 13 | 10 | 9  | 9  | 9  |    |    |    |    |    |    |    |    |    |    |    |    |    |

Fonte:  Serie C - Girone C, su calcio.com.
Legenda:

Luogo: C = Casa; T = Trasferta. Risultato: V = Vittoria; N = Pareggio; P = Sconfitta.

### Statistiche dei giocatori
Sono in corsivo i calciatori che hanno lasciato la società a stagione in corso.
| Giocatore       | Serie C  | Serie C | Serie C     | Serie C    | Coppa Italia | Coppa Italia | Coppa Italia | Coppa Italia | Coppa Italia Serie C | Coppa Italia Serie C | Coppa Italia Serie C | Coppa Italia Serie C | Totale   | Totale | Totale      | Totale     |
| Giocatore       | Presenze | Reti    | Ammonizioni | Espulsioni | Presenze     | Reti         | Ammonizioni  | Espulsioni   | Presenze             | Reti                 | Ammonizioni          | Espulsioni           | Presenze | Reti   | Ammonizioni | Espulsioni |
| --------------- | -------- | ------- | ----------- | ---------- | ------------ | ------------ | ------------ | ------------ | -------------------- | -------------------- | -------------------- | -------------------- | -------- | ------ | ----------- | ---------- |
| S. Antezza      | 10       | 1       | 2           | 0          | 1            | 0            | 0            | 0            | -                    | -                    | -                    | -                    | 11       | 1      | 2           | 0          |
| Ž. Atanasov     | 10       | 1       | 2           | 0          | -            | -            | -            | -            | -                    | -                    | -                    | -                    | 10       | 1      | 2           | 0          |
| F. Baschirotto  | 10       | 0       | 2           | 1          | 1            | 0            | 0            | 0            | -                    | -                    | -                    | -                    | 11       | 0      | 2           | 1          |
| N. Bensaja      | 7        | 0       | 2           | 0          | -            | -            | -            | -            | -                    | -                    | -                    | -                    | 7        | 0      | 2           | 0          |
| E. Besea        | 5        | 0       | 2           | 0          | -            | -            | -            | -            | -                    | -                    | -                    | -                    | 5        | 0      | 2           | 0          |
| D. Bezziccheri  | 8        | 2       | 1           | 0          | 1            | 0            | 0            | 0            | -                    | -                    | -                    | -                    | 9        | 2      | 1           | 0          |
| E. Bianchi      | 4        | 0       | 2           | 0          | -            | -            | -            | -            | -                    | -                    | -                    | -                    | 4        | 0      | 2           | 0          |
| M. Biggeri      | 1        | -1      | 0           | 0          | -            | -            | -            | -            | -                    | -                    | -                    | -                    | 1        | -1     | 0           | 0          |
| M. Covarelli    | 0        | 0       | 0           | 0          | 1            | 0            | 0            | 0            | -                    | -                    | -                    | -                    | 1        | 0      | 0           | 0          |
| A. Čulina       | 6        | 0       | 0           | 0          | -            | -            | -            | -            | -                    | -                    | -                    | -                    | 6        | 0      | 0           | 0          |
| A. De Falco     | 4        | 0       | 1           | 0          | -            | -            | -            | -            | -                    | -                    | -                    | -                    | 4        | 0      | 1           | 0          |
| F. De Giorgi    | 10       | 0       | 2           | 0          | 1            | 0            | 0            | 0            | -                    | -                    | -                    | -                    | 11       | 0      | 2           | 0          |
| C. Del Prete    | -        | -       | -           | -          | 1            | 0            | 0            | 0            | -                    | -                    | -                    | -                    | 1        | 0      | 0           | 0          |
| A. Errico       | 11       | 2       | 2           | 0          | -            | -            | -            | -            | -                    | -                    | -                    | -                    | 11       | 2      | 2           | 0          |
| M. Maraolo      | 1        | -2      | 0           | 0          | -            | -            | -            | -            | -                    | -                    | -                    | -                    | 1        | -2     | 0           | 0          |
| A. Marianelli   | -        | -       | -           | -          | 1            | 0            | 0            | 0            | -                    | -                    | -                    | -                    | 1        | 0      | 0           | 0          |
| T. Markić       | 6        | 0       | 1           | 0          | 1            | 0            | 0            | 0            | -                    | -                    | -                    | -                    | 7        | 0      | 1           | 0          |
| Menghi          | -        | -       | -           | -          | 1            | 0            | 0            | 0            | -                    | -                    | -                    | -                    | 1        | 0      | 0           | 0          |
| M. Messina      | 1        | 0       | 0           | 0          | 1            | 0            | 0            | 0            | -                    | -                    | -                    | -                    | 2        | 0      | 0           | 0          |
| A. Milillo      | 5        | 0       | 0           | 0          | -            | -            | -            | -            | -                    | -                    | -                    | -                    | 5        | 0      | 0           | 0          |
| S. Molinaro     | 10       | 1       | 0           | 0          | 1            | 0            | 0            | 0            | -                    | -                    | -                    | -                    | 11       | 1      | 0           | 0          |
| M. Pacilli      | 8        | 1       | 0           | 0          | -            | -            | -            | -            | -                    | -                    | -                    | -                    | 8        | 1      | 0           | 0          |
| S. Palermo      | 2        | 0       | 1           | 0          | -            | -            | -            | -            | -                    | -                    | -                    | -                    | 2        | 0      | 1           | 0          |
| R. Pini         | 0        | 0       | 0           | 0          | 1            | -1           | 0            | 0            | -                    | -                    | -                    | -                    | 1        | -1     | 0           | 0          |
| L. Ricci        | 1        | 0       | 0           | 0          | 1            | 0            | 0            | 0            | -                    | -                    | -                    | -                    | 2        | 0      | 0           | 0          |
| D. Sibilia      | 3        | 1       | 0           | 0          | -            | -            | -            | -            | -                    | -                    | -                    | -                    | 3        | 1      | 0           | 0          |
| M. Simonelli    | 3        | 1       | 0           | 0          | -            | -            | -            | -            | -                    | -                    | -                    | -                    | 3        | 1      | 0           | 0          |
| S. Svidercoschi | 5        | 0       | 0           | 0          | 1            | 1            | 0            | 0            | -                    | -                    | -                    | -                    | 6        | 1      | 0           | 0          |
| M. Tounkara     | 6        | 6       | 2           | 0          | -            | -            | -            | -            | -                    | -                    | -                    | -                    | 6        | 6      | 2           | 0          |
| O. Urso         | 4        | 0       | 0           | 0          | -            | -            | -            | -            | -                    | -                    | -                    | -                    | 4        | 0      | 0           | 0          |
| J. Vandeputte   | 2        | 0       | 0           | 0          | 1            | 0            | 1            | 0            | -                    | -                    | -                    | -                    | 3        | 0      | 1           | 0          |
| T. Vitali       | 9        | -14     | 0           | 0          | -            | -            | -            | -            | -                    | -                    | -                    | -                    | 9        | -14    | 0           | 0          |
| M. Volpe        | 9        | 3       | 1           | 0          | -            | -            | -            | -            | -                    | -                    | -                    | -                    | 9        | 3      | 1           | 0          |
| M. Zanoli       | 5        | 1       | 0           | 0          | -            | -            | -            | -            | -                    | -                    | -                    | -                    | 5        | 1      | 0           | 0          |